# قرية بريدج واتر (نيويورك)
قرية بريدج واتر (بالإنجليزية: Bridgewater (village), New York)‏ هي منطقة سكنية تقع في الولايات المتحدة في مقاطعة أونيدا، نيويورك. يقدر عدد سكانها بـ 470 نسمة ومساحتها 1.6 كم2 وترتفع عن سطح البحر 369 متر.

## التركيبة السكانية
حدّد مكتب تعداد الولايات المتحدة بيانات التركيبة السكانية لقرية بريدج واتر في تعداد الولايات المتحدة. في ما يلي، التركيبة السكانية حسب تعدادي 2000 و2010.

### تعداد عام 2000
بلغ عدد سكان قرية بريدج واتر 579 نسمة بحسب تعداد عام 2000، وبلغ عدد الأسر 204 أسرة وعدد العائلات 152 عائلة مقيمة في القرية. في حين سجلت الكثافة السكانية 361.9 نسمة لكل كيلومتر مربع (937.3/ميل2). وبلغ عدد الوحدات السكنية 221 وحدة بمتوسط كثافة قدره 138.1 لكل كيلومتر مربع (357.7/ميل2).
وتوزع التركيب العرقي للقرية بنسبة 98.45% من البيض و0.69% من الأمريكيين الأفارقة و0.86% من عرقين مختلطين أو أكثر و1.90% من الهسبانيون أو اللاتينيون من أي عرق.
بلغ عدد الأسر 204 أسرة كانت نسبة 46.6% منها لديها أطفال تحت سن الثامنة عشر تعيش معهم، وبلغت نسبة الأزواج القاطنين مع بعضهم البعض 53.4% من أصل المجموع الكلي للأسر، ونسبة 12.7% من الأسر كان لديها معيلات من الإناث دون وجود شريك، بينما كانت نسبة 8.3% من الأسر لديها معيلون من الذكور دون وجود شريكة وكانت نسبة 25.5% من غير العائلات. تألفت نسبة 22.1% من أصل جميع الأسر من عدة أفراد يعيشون في نفس المنزل ونسبة 8.8% كانت تتألف من شخص يعيش بمفرده يبلغ من العمر 65 عاماً أو أكثر. وبلغ متوسط حجم الأسرة المعيشية 2.84، أما متوسط حجم العائلات فبلغ 3.18.
بلغ العمر الوسطي للسكان 31.2 عاماً. وكانت نسبة 34% من القاطنين تحت سن الثامنة عشر، وكانت نسبة 9.5% بين الثامنة عشر والرابعة والعشرين عاماً، ونسبة 26.8% كانت واقعةً في الفئة العمرية ما بين الخامسة والعشرين والرابعة والأربعين عاماً، ونسبة 20.7% كانت ما بين الخامسة والأربعين والرابعة والستين، ونسبة 9% كانت ضمن فئة الخامسة والستين عاماً فما فوق. يوجد لكل 100 أنثى 94.3 ذكر، ويوجد لكل 100 أنثى في الثامنة عشر من عمرها فما فوق 96.9 ذكر.
بلغ متوسط دخل الأسرة في القرية 27,788 دولارًا، أما متوسط دخل العائلة فبلغ 28,409 دولارًا. وكان متوسط دخل الذكور 23,125 دولارًا مقابل 21,071 دولارًا للإناث. وسجل دخل الفرد الخاص بالقرية 12,995 دولارًا. وكانت نسبة 11.3% من العائلات ونسبة 12.6% من السكان تحت خط الفقر، وكان من هؤلاء نسبة 15.6% تحت سن الثامنة عشر ونسبة 18% في الخامسة والستين من العمر وما فوق.

### تعداد عام 2010
بلغ عدد سكان قرية بريدج واتر 470 نسمة بحسب تعداد عام 2010، وبلغ عدد الأسر 183 أسرة وعدد العائلات 118 عائلة مقيمة في القرية. في حين سجلت الكثافة السكانية 293.8 نسمة لكل كيلومتر مربع (760.9/ميل2). وبلغ عدد الوحدات السكنية 203 وحدة بمتوسط كثافة قدره 126.9 لكل كيلومتر مربع (328.7/ميل2).
وتوزع التركيب العرقي للقرية بنسبة 96.81% من البيض و0.21% من الأمريكيين الأفارقة و0.21% من الأمريكيين الأصليين و0.64% من الأمريكيين ذوي الأصول الآسيوية و1.28% من الأعراق الأخرى و0.85% من عرقين مختلطين أو أكثر و2.98% من الهسبانيون أو اللاتينيون من أي عرق.
بلغ عدد الأسر 183 أسرة كانت نسبة 32.2% منها لديها أطفال تحت سن الثامنة عشر تعيش معهم، وبلغت نسبة الأزواج القاطنين مع بعضهم البعض 48.6% من أصل المجموع الكلي للأسر، ونسبة 10.4% من الأسر كان لديها معيلات من الإناث دون وجود شريك، بينما كانت نسبة 5.5% من الأسر لديها معيلون من الذكور دون وجود شريكة وكانت نسبة 35.5% من غير العائلات. تألفت نسبة 27.9% من أصل جميع الأسر من عدة أفراد يعيشون في نفس المنزل ونسبة 10.4% كانت تتألف من شخص يعيش بمفرده يبلغ من العمر 65 عاماً أو أكثر. وبلغ متوسط حجم الأسرة المعيشية 2.57، أما متوسط حجم العائلات فبلغ 3.08.
بلغ العمر الوسطي للسكان 35.7 عاماً. وكانت نسبة 24.3% من القاطنين تحت سن الثامنة عشر، وكانت نسبة 9.6% بين الثامنة عشر والرابعة والعشرين عاماً، ونسبة 28.1% كانت واقعةً في الفئة العمرية ما بين الخامسة والعشرين والرابعة والأربعين عاماً، ونسبة 25.5% كانت ما بين الخامسة والأربعين والرابعة والستين، ونسبة 12.6% كانت ضمن فئة الخامسة والستين عاماً فما فوق. وتوزع التركيب الجنسي للسكان بنسبة 49.8% ذكور و50.2% إناث.